# Ботурићи (Бијело Поље)
Ботурићи је насеље у општини Бијело Поље у Црној Гори. Према попису из 2003. било је 131 становника (према попису из 1991. било је 189 становника).

## Демографија
У насељу Ботурићи живи 96 пунолетних становника, а просечна старост становништва износи 35,8 година (37,2 код мушкараца и 34,4 код жена). У насељу има 40 домаћинстава, а просечан број чланова по домаћинству је 3,28.
Становништво у овом насељу веома је хетерогено, а у последња три пописа, примећен је пад у броју становника.
|  |

| Демографија | Демографија | Демографија |
| Година      | Становника  | Становника  |
| ----------- | ----------- | ----------- |
|             |             |             |
|             |             |             |
|             |             |             |
|             |             |             |
| 1948.       | 233         |             |
| 1953.       | 260         |             |
| 1961.       | 265         |             |
| 1971.       | 272         |             |
| 1981.       | 225         |             |
| 1991.       | 189         | 189         |
| 2003.       | 160         | 131         |
|             |             |             |

| Етнички састав према попису из 2003.‍ | Етнички састав према попису из 2003.‍ | Етнички састав према попису из 2003.‍ | Етнички састав према попису из 2003.‍ | Етнички састав према попису из 2003.‍ |
| ------------------------------------ | ------------------------------------ | ------------------------------------ | ------------------------------------ | ------------------------------------ |
|                                      |                                      |                                      |                                      |                                      |
| Срби                                 | Срби                                 |                                      | 51                                   | 38,93%                               |
| Бошњаци                              | Бошњаци                              |                                      | 44                                   | 33,58%                               |
| Муслимани                            | Муслимани                            |                                      | 29                                   | 22,13%                               |
| Црногорци                            | Црногорци                            |                                      | 7                                    | 5,34%                                |
| непознато                            | непознато                            |                                      | 0                                    | 0,0%                                 |

| Година пописа     | 1948. | 1953. | 1961. | 1971. | 1981. | 1991. | 2003. |
| ----------------- | ----- | ----- | ----- | ----- | ----- | ----- | ----- |
| Број домаћинстава | 48    | 55    | 56    | 57    | 43    | 49    | 43    |

| Број чланова      | 1  | 2 | 3 | 4 | 5 | 6 | 7 | 8 | 9 | 10 и више | Просек |
| ----------------- | -- | - | - | - | - | - | - | - | - | --------- | ------ |
| Број домаћинстава | 40 | 8 | 8 | 7 | 6 | 6 | 4 | 0 | 1 | 0         | 0      |

| Пол    | Укупно | Неожењен/Неудата | Ожењен/Удата | Удовац/Удовица | Разведен/Разведена | Непознато |
| ------ | ------ | ---------------- | ------------ | -------------- | ------------------ | --------- |
| Мушки  | 51     | 15               | 33           | 3              | 0                  | 0         |
| Женски | 50     | 10               | 33           | 6              | 1                  | 0         |
| УКУПНО | 101    | 25               | 66           | 9              | 1                  | 0         |

| Пол    | Укупно                    | Пољопривреда, лов и шумарство | Рибарство                            | Вађење руде и камена | Прерађивачка индустрија       |
| ------ | ------------------------- | ----------------------------- | ------------------------------------ | -------------------- | ----------------------------- |
| Мушки  | 9                         | 3                             | 0                                    | 0                    | 1                             |
| Женски | 4                         | 0                             | 0                                    | 0                    | 1                             |
| УКУПНО | 13                        | 3                             | 0                                    | 0                    | 2                             |
| Пол    | Производња и снабдевање   | Грађевинарство                | Трговина                             | Хотели и ресторани   | Саобраћај, складиштење и везе |
| Мушки  | 0                         | 0                             | 1                                    | 0                    | 1                             |
| Женски | 0                         | 0                             | 3                                    | 0                    | 0                             |
| УКУПНО | 0                         | 0                             | 4                                    | 0                    | 1                             |
| Пол    | Финансијско посредовање   | Некретнине                    | Државна управа и одбрана             | Образовање           | Здравствени и социјални рад   |
| Мушки  | 0                         | 0                             | 2                                    | 0                    | 0                             |
| Женски | 0                         | 0                             | 0                                    | 0                    | 0                             |
| УКУПНО | 0                         | 0                             | 2                                    | 0                    | 0                             |
| Пол    | Остале услужне активности | Приватна домаћинства          | Екстериторијалне организације и тела | Непознато            | Непознато                     |
| Мушки  | 0                         | 0                             | 0                                    | 1                    | 1                             |
| Женски | 0                         | 0                             | 0                                    | 0                    | 0                             |
| УКУПНО | 0                         | 0                             | 0                                    | 1                    | 1                             |